# 中國乞丐史
乞丐是社會不景氣，謀生不易時代的產物，有時又以流民的形式存在。人口眾多的中國歷代災禍頻仍，关于“饥荒”、“大饥”、“大荒”、“奇荒”的记载史不绝书，饥民遍地，乞丐人口眾多。近代20世纪20—40年代，戰亂下的中国不止一次发生大饥荒。
《说邪》记载：“泉州有贫士行乞，得钱，尽买花麻饼食之”，自己吃剩下的分给儿童，孩童呼之为“饼道人”。《稽神录》：「安陆人性毛，善食毒蛇以酒吞之，尝游齐鲁，遂至豫章，桓弄蛇于市，以乞丐为生。」

## 先秦
《戰國策·晉策》：「其容為乞食人而往乞。」
《左传》僖公二十三年记载晋公子姬重耳「乞食于野，野人与之块，公子怒欲鞭之。」
春秋时期，楚国人伍子胥全家人被楚平王杀害，伍子胥奔吳，流落街頭，曾以吹箫乞食於吳市。
孟子说：“蹴尔而与之，乞人不屑也。”

## 漢朝
《汉书·西域传下》记载：“及载肴粮于路，丐施贫民。”

## 魏晉南北朝
王维在《与魏居士书》中说陶渊明“后贫，《乞食诗》云‘叩门拙言辞，’是屡乞而渐也”。

## 五代十國
《新五代史》载，李蜒本为唐末进士，官至监察御史，一生清廉，家无餘財，遭父母之丧，以乞食而葬之。

## 宋朝
宋朝的乞丐由政府收养，《宋史》卷一百七十八：“若丐者育之于居养院；其病也，疗之于安济坊；其死也，葬之于漏泽园，遂以为常。”

## 明朝
相傳明太祖冊封一有功乞丐王七為逍遙王，並起逍遙樓賭場讓王七在樓裡販賣酒食。朱元璋亦曾起造居養院二百六十套房給貧苦人民，亦曾下令翻修上海居養院。
另，浙江紹興一帶有前朝遺留丐戶，屬於身分上的乞丐。明代執行路引制度，乞食者多為當地破落戶。
《涌幢小品》记载，明朝成化年间，有一乞丐李兴生，患风瘫病，颇能作诗。进士董时望欣賞其才华，想“养丐于官”，但李兴生不肯。

## 清朝
乾隆年间，在陕西有游丐，號稱“卦子”，行动时“成群结队，携带家口驴骡”，“沿村强索”。
嘉庆年间，有福建乞丐，“身穿好衣，藉乞为名，聚众十人，恶讨强乞”。
江西城乡有练子，“三五成群，到处蜂拥登门入室，索讨钱米，少不遂意，喧闹不止”；这些练子还在“茶坊酒市，肆行无忌，遇人节庆婚丧等事，则饱索不厌，使人难堪”。 
清代縣城內管理乞丐的行幫首領，稱「丐頭」，丐頭的桿子，也就是打狗捧。北京的丐幫有“藍杆子”、“黃杆子”兩支。“黃桿子”係指貴族乞丐，可能是滿清宗室八旗子弟破落貧困，聚眾為群，平时并不出来沿街叫化乞讨，只在重大年节，如春节、端午节、中秋节出現。“蓝杆子”是普通乞丐，是社会底层人士。
李孟符《春冰室野乘》載，光緒年間，京城的王公貴族“皆好作乞丐裝”。
清朝末年山东省乞丐武訓自二十多歲开始乞讨，用乞讨得来的钱興辦学校，“己未，予积赀兴学山东堂邑义丐武训事实宣付史馆。”。梁启超为武训撰写了《兴学节略》，“行之数十年，弟子卒业而去者，不可胜数”，“日以两钱粗馒终其身”。